# حاجي فيروز

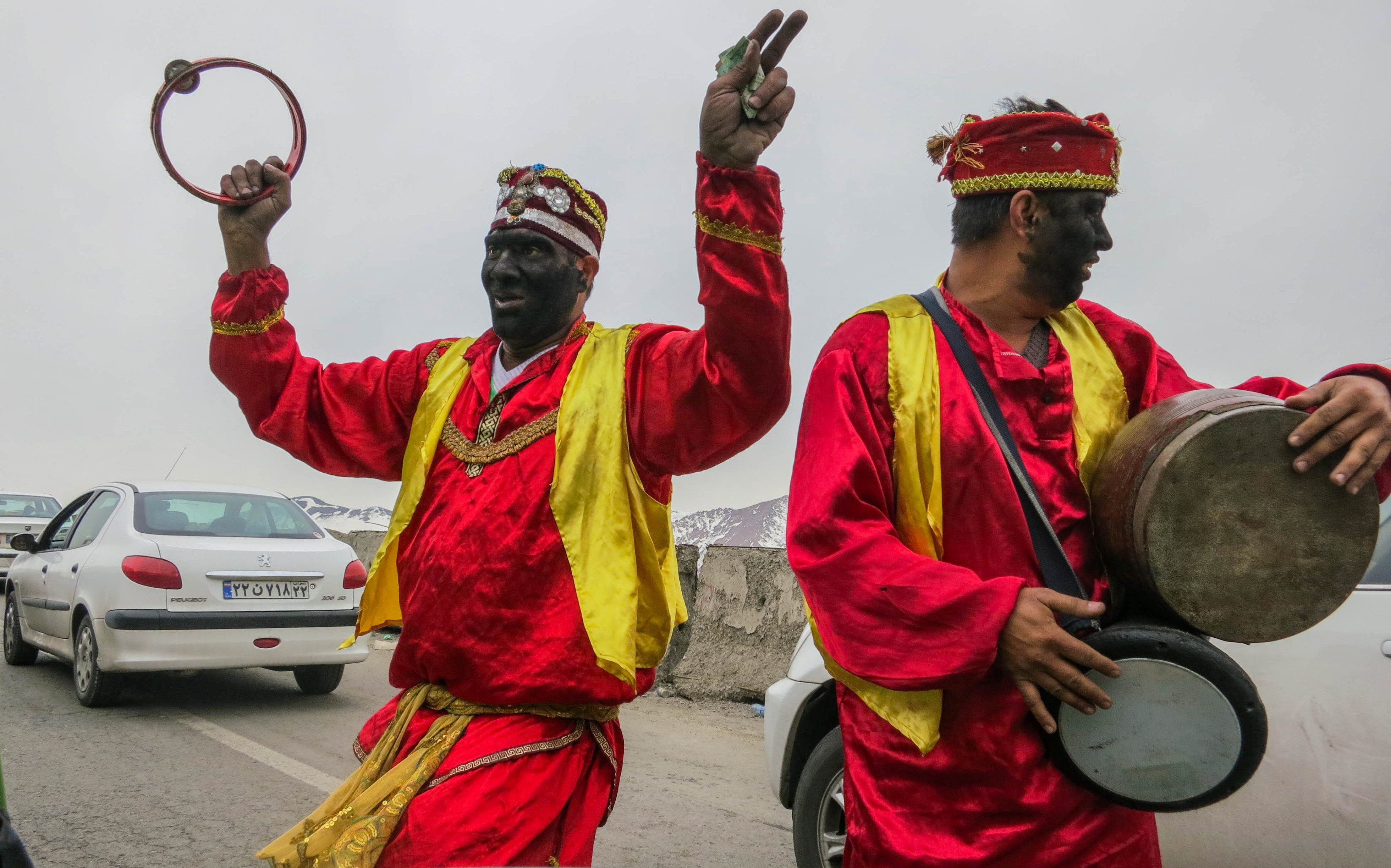
حاجي فيروز.

حاجي فيروز هو شخصية خيالية مرتبطة بعيد النوروز.
يطوف الحاج فيروز - بعد أن يصبغ وجهه بلون أسود – في شوارع المدن في بداية عيد النوروز، منشداً قصائد شعبية. وقيل أن التقليد مرتبط بعقائد الإيرانيين القدامى الذين يقولون برجوع ارواح الموتى ثانية متمثلين بافراد يضعون اقنعة سوداء على وجوههم.